# 'Ndrangheta
La 'Ndrangheta  (mot calabrès), també coneguda com l'Onorata Società («l'Honorada Societat»), és l'estructura del crim organitzat originària de la regió italiana de Calàbria, equiparable a la Màfia siciliana o la Camorra napolitana.
Els seus orígens provenen de la província de Reggio de Calàbria, on avui té una forta presència i activitat. Així mateix, s'ha desenvolupat i expandit cap a les províncies de Vibo Valentia, Catanzaro i Crotona i, també en certa manera, a la de Cosenza.
Avui la 'Ndrangheta és una de les organitzacions criminals més fortes i perilloses d'Itàlia, amb presència a molts països europeus i americans. Segons la policia italiana, a Calàbria hi ha actualment un contingent de prop de 150 clans locals (anomenats cosche o 'ndrine) que apleguen al voltant de 6.000 mafiosos, vinculats familiarment als clans. A la regió calabresa la 'Ndrangheta té una gran repercussió social, fonamentada tant en la força de les armes com en el poder econòmic assolit a través del blanqueig de diner negre, que li ha permès controlar l'activitat agrícola i la premsa, a més d'una forta presència en sectors de l'Administració Pública regional i local.

## Etimologia
L'origen més probable del mot 'Ndrangheta, que es pronuncia esdrúixol, és el derivat del grec andragathia (ανδραγαθια), equivalent a «virilitat», «coratge». Segons un altre criteri etimològic, la paraula prové del topònim Andragathia Regio, que ja a l'edat moderna identificava una àmplia zona situada entre Calàbria i la Basilicata.

## Orígens
Els orígens de la 'Ndrangheta semblen remuntar-se a la Garduña, una associació criminal vinculada al joc que es va constituir a Toledo cap a l'any 1412.
Moltes de les cançons mafioses que han arribat als nostres dies fan referència a tres cavallers espanyols, convenientment italianitzats: Osso, Mastrosso i Carcagnosso, que cap als anys 1300 o 1400 arribaren a Calàbria i hi portaren les lleis de la Società.
Tal com diu una cançó d'Otello Profazio titulada Ndrangheta, Camurra e Mafia, van treballar durant trent'anni sutta terra […] pi fondari li reguli sociali, leggi d'onori di sangu e di guerra leggi maggiori, minori e criminali («trenta anys sota terra […] per fundar les regles socials, les lleis d'honor, de sang i de guerra, lleis majors, menors i criminals»).
D'altra banda, ha estat sempre una característica peculiar de la 'Ndrangheta el caràcter misteriós, religiós i simbòlic. Així doncs, durant un llarguíssim període històric era habitual reunir-se un cop l'any al santuari de la Madonna di Polsi al municipi de San Luca, al bell mig de l'Aspromonte. Allà s'hi reunien totes les persones rellevants vingudes dels quatres cantons de la regió de Calàbria. Avui encara és vigent un particular ritual d'iniciació i afiliació mitjançant el qual alguns membres són tatuats amb símbols per a identificar el seu grau dins la jerarquia criminal.

## Mètodes
Les accions de la 'Ndrangheta es caracteritzen per una gran dosi de crueltat. Pràctiques com la corbata calabresa (consistent a degollar la víctima i després tallar-li després la llengua per introduir-la dins el tall fet a la gola) o desfigurar la cara a trets per resoldre qüestions d'honor, són alguns exemples de la cruesa del mètodes de 'vendetta propis de la màfia calabresa.